# Бейзим (герб)
Бейзим (Погоня відмінна, Охота, пол. Beyzym, Pogoń Odmienna, Ochota) - шляхетський герб, різновид герба Погоня Литовська.

## Опис герба
Опис згідно з класичними правилами бланзування:
У червоному полі на срібному коні голий  вершник з колчаном, який стріляє з лука. Під конем з права срібна підкова рогами донизу, над конем з ліва золотий півмісяць рогами догори.
У клейноді над шоломом в короні три страусині пера. Намет червоний, підбитий сріблом.

## Історія герба
Невідоме походження виду.

## Рід
Бейзими (Beyzym).

### Відомі власники
- Ян Бейзим